# Artimpaza colorata
Artimpaza colorata är en skalbaggsart som beskrevs av J. Linsley Gressitt och Yves Rondon 1970. Artimpaza colorata ingår i släktet Artimpaza och familjen långhorningar.
Artens utbredningsområde är Laos. Inga underarter finns listade.